# HVY1
HVY1 es el único álbum en vivo del grupo de rap metal estadounidense Stuck Mojo. La mayoría de las canciones son tomadas de la interpretación en vivo de la banda en el Masquerade Club en Atlanta el 1998, sin embargo, algunas son de una interpretación en España. El álbum incluye dos nuevas canciones de estudio, My Will y Reborn, así como una pista adicional no titulado.

## Lista de canciones
| N.º | Título                  | Duración |  |
| 1.  | «2 Minutes of Death»    | 2:00     |  |
| 2.  | «Mental Meltdown»       | 4:44     |  |
| 3.  | «Monster»               | 3:37     |  |
| 4.  | «Twisted»               | 4:15     |  |
| 5.  | «Crooked Figurehead»    | 2:58     |  |
| 6.  | «Trick»                 | 5:45     |  |
| 7.  | «Rising»                | 3:52     |  |
| 8.  | «Enemy Territory»       | 2:35     |  |
| 9.  | «Back in the Saddle»    | 5:09     |  |
| 10. | «Throw the Switch»      | 3:41     |  |
| 11. | «Tears»                 | 3:23     |  |
| 12. | «F.O.D.»                | 4:47     |  |
| 13. | «Not Promised Tomorrow» | 3:05     |  |
| 14. | «Southern Pride»        | 4:06     |  |
| 15. | «Pipe Bomb»             | 3:58     |  |
| 16. | «Reborn»                | 4:28     |  |
| 17. | «My Will»               | 3:10     |  |

- Datos: Q5636237